# Alcance contable
El concepto de alcance contable viene establecido en el artículo 72 de la Ley de Funcionamiento del Tribunal de Cuentas español, que lo define como "el saldo deudor injustificado de una cuenta o, en términos generales, la ausencia de numerario o de justificación en las cuentas que deben rendir las personas que tengan a su cargo el manejo de caudales o efectos públicos, ostenten o no la condición de cuentadantes ante el Tribunal de Cuentas".
La jurisprudencia ha declarado que en general puede entenderse por alcance el saldo negativo e injustificado de la cuenta (en sentido amplio) que debe rendir quien tiene a su cargo dichos caudales o efectos. Este concepto aparece además unido al de la obligación de dar o rendir cuentas, porque no rendir cuentas debiendo hacerlo por estar encargado de la custodia o manejo de los caudales públicos, no justificar el saldo negativo que éstas arrojan, no efectuar los ingresos a que se está obligado por razón de percepción o tenencia de fondos públicos,
sustraer o consentir que otro sustraiga, o dar ocasión a que un tercero realice la sustracción de caudales o efectos públicos que se tengan a cargo o aplicarlos a usos propios, etc., son todos ellos supuestos de alcance y como tales generadores de responsabilidad contable, si se dan todos los requisitos que la ley establece.